# 聚众持械劫狱罪
聚众持械劫狱罪，是《中华人民共和国刑法》所规定的一个罪名，是指狱外的人聚众持械劫夺被监禁在狱中的罪犯的行为。最高可判处死刑。

## 说明
劫狱中的“狱”，要作广义理解，泛指一切关押、羁押、监管罪犯的场所。不仅包括监狱、未成年犯管教所、劳动改造队、拘役所、看守所等羁押罪犯场所，也包括押解罪犯的途中，对罪犯进行审判的审判场所，以及对罪犯执行死刑的刑场，以及罪犯参观、学习、劳动、医治的场所等等。

## 量刑
根据《中华人民共和国刑法》第317条，暴动越狱或者聚众持械劫狱的首要分子和积极参加的，处10年以上有期徒刑或者无期徒刑；情节特别严重的，处死刑；其他参加的，处3年以上10年以下有期徒刑。

## 案例
1998年11月，被告人魏某因涉嫌犯故意杀人罪被逮捕羁押在政和县看守所后，王某产生从看守所将被告人魏某“救”出的念头，并为此购买了螺丝刀、手电筒、假警服等作案工具。1999年1月17日下午4时许，王某乘车到政和县石屯镇松源村其表兄即被告人郑某家，并告知郑晚上要到政和县看守所“救”出魏某。晚饭后，王某在郑某家换上假警服、戴上假警帽，携螺丝刀骑自行车离开郑某家。当晚11时许，王某进入看守所，用偷来的钥匙打开监舍后，将正在睡觉的魏某叫出。二人从看守所围墙洞口钻出后逃跑。早上6时50分，公安干警在松溪县旧县检查站将一辆开往浙江龙泉市的班车拦下，查获了被告人王某、魏某。王某犯聚众持械劫狱罪、抢劫罪，被南平市中级人民法院判处有期徒刑十八年，并处罚金人民币二千元。